# أورسولا فيشر
أورسولا فيشر (بالألمانية: Ursula Fischer) سياسية ألمانية، وُلدت في السادس من ديسمبر لعام 1952  في شتايناخ في المانيا الشرقية. كانت أورسولافي عام 1990 عضوة في برلمان ألمانيا الشرقية عن حزب الاشتراكية الديموقراطية، كما أنها انضمت إلى البوندستاج من عام 1990 حتى عام 1994، و من عام 1994 وحتى عام 2004 كانت عضوة برلمان ولاية تورينجن.

## حياتها
درست أورسولا الطب من عام 1971 حتى عام 1973 في جامعة كارل ماركس (لايبتزش) و من عام 1973 حتى عام 1976 أتمت تدريبها في الأكادمية الطبية في ارفورت. قامت أورسولا بتدريب متخصص في طب الأطفال حتى عام 1982 في أيسناخ في نوردهاوزن و ذلك بعد اجتيازها امتحان الدولة والدبلومة في عام 1976. زاولت أورسولا مهنة الطب كطبيبة أطفال نوردهاوزن من عام 1982 و حتى عام 1990 ويتخلل هذه الفترة مزاولة المهنة في مستشفى Hospital Alemán Nicaragüense في ماناغوا في نيكاراغوا من عام 1987 حتى عام 1989. و قد حصلت في عام 1989 على درجة أ العلمية (Promotion A).
في انتخابات  برلمان ألمانيا الشرقية لعام 1990 تم انتخاب أورسولا عن حزب الاشتراكية الديموقراطية- تُعد هذه الانتخابات هي الأولى والآخيرة له- و بعد الوحدة الألمانية في الثالث من أكتوبر عام 1990 أصبحت عضوة في البرلمان الألماني في دورته الحادية عشر،و بعد ذلك بفترة قليلة اُنتخبت في انتخابات البرلمان الثانية عشر. من عام 1994 و حتى عام 2004 كانت عضوة في برلمان ولاية تورنجن في دورته الثانية والثالثة. و في عام 2002 استقالت من الحزب، و في انتخابات برلمان الولاية لعام 2004 لم تترشح، حيث أنها تزاول مهنة الطب في الكسلبن منذ اعتزالها المجال السياسي. 